# Boston Police Department
Il Boston Police Department (BPD) è il più antico dipartimento di
polizia cittadino degli Stati Uniti d'America. La sua responsabilità primaria è quella di assicurare l'ordine e reprimere il crimine all'interno della città di Boston. Con 2144 agenti sul campo è il ventesimo dipartimento di polizia per grandezza.

## Storia
Prima della fondazione del dipartimento di polizia così com'è al giorno d'oggi, la città di Boston aveva istituito delle ronde notturne fin dal 1631.
Nel 1838 fu approvata una legge che approvava la costituzione di un corpo stabile di Polizia. Nel maggio 1854, l'odierno Boston Police Department fu fondato formalmente e consisteva in 250 agenti. Gli agenti erano armati con un bastone lungo 35 cm e venivano pagati 2$ per ogni turno di pattuglia (circa 60$ del 2016).

## Gradi
| Grado                      | Distintivo di grado | Note                                                                     |
| -------------------------- | ------------------- | ------------------------------------------------------------------------ |
| Comandante (civile)        |                     | Designato dal Sindaco di Boston.                                         |
| Superintendent In Chief    |                     | in disuso                                                                |
| Capo del Dipartimento      |                     | I Capo del Dipartimento sono al comando di un dipartimento.              |
| Vice-Capo del Dipartimento |                     | I Capo del Dipartimento sono secondi nella gerarchia di un dipartimento. |
| Capitano                   |                     | I Capitani sono generalmente a capo dei distretti di polizia.            |
| Tenente                    |                     |                                                                          |
| Sergente                   |                     |                                                                          |
| Agenti/Detective           |                     |                                                                          |

## Elenco dei comandanti
- William H. H. Emmons: 1903–1906
- Stephen O'Meara: 1906–1918
- Edwin Upton Curtis: 1918–1922
- Herbert A. Wilson: 1922–1930
- Eugene Hultman: 1930–1934
- Joseph J. Leonard: 1934–1935
- Eugene M. McSweeney: 1935–1936
- Joseph F. Timilty: 25 Novembre 1936 – 27 marzo 1943
- Thomas S. J. Kavanagh (Acting): 27 marzo 1943 – 5 giugno 1943
- Joseph F. Timilty: 5 giugno 1943 – 25 Novembre 1943
- Thomas F. Sullivan: 26 Novembre 1943 – 27 agosto 1957
- James F. Daley: 27 agosto 1957 – 4 settembre 1957 (Acting)
- Leo J. Sullivan: 4 settembre 1957 – 15 marzo 1962
- Francis J. Hennessy: 15 marzo 1962 – 6 aprile 1962 (Acting)
- Edmund L. McNamara: 6 aprile 1962 – 31 maggio 1972
- William J. Taylor: 31 maggio 1972 – 1 novembre 1972 (Acting)
- Robert J. diGrazia: 1 novembre 1972 – 15 novembre 1976
- Joseph M. Jordan: 15 novembre 1976 – 31 gennaio 1985
- Francis Roache: 1 febbraio 1985 – 13 marzo 1985 (Acting)
- Francis Roache: 13 marzo 1985 – 30 giugno 1993
- William J. Bratton: 30 giugno 1993 – 10 gennaio 1994
- Paul F. Evans: 10 gennaio 1994 – 14 febbraio 1994 (Acting)
- Paul F. Evans: 14 febbraio 1994 – 14 novembre 2003
- James Hussey: 14 novembre 2003 – 19 novembre 2004 (Acting)
- Kathleen O'Toole: 19 febbraio 2004 – 31 maggio 2006
- Al Goslin: 31 maggio 2006 – 5 dicembre 2006 (Acting)
- Edward F. Davis III: 5 dicembre 2006 – Ottobre 2013
- William B. Evans: 1 novembre 2013 – 9 gennaio 2014 (Acting)
- William B. Evans: 9 gennaio 2014 – oggi